# Tillou
Tillou est une ancienne commune du Centre-Ouest de la France située dans le département des Deux-Sèvres en région Nouvelle-Aquitaine

## Histoire
Le 1er janvier 2019, la commune — avec La Bataille et Crézières — est absorbée par Chef-Boutonne qui devient une commune nouvelle à la suite d'un arrêté préfectoral du 9 septembre 2018.

## Politique et administration
| Période       | Période       | Identité             | Étiquette | Qualité              |
| ------------- | ------------- | -------------------- | --------- | -------------------- |
| mai 1849      | février 1871  | Jacques Vallet       |           |                      |
| mars 1871     | décembre 1874 | Jean-François Mornet |           |                      |
| novembre 1875 | novembre 1876 | Charles Lévêque      |           | marchand de bestiaux |
| novembre 1876 | décembre 1877 | Jean Béguier         |           |                      |
| janvier 1878  | 1907          | Charles Lévêque      |           | marchand de bestiaux |
| mars 2001     | réélu en 2008 | Michel Brosseau      |           |                      |

## Démographie
L'évolution du nombre d'habitants est connue à travers les recensements de la population effectués dans la commune depuis 1793. Pour les communes de moins de 10 000 habitants, une enquête de recensement portant sur toute la population est réalisée tous les cinq ans, les populations de référence des années intermédiaires étant quant à elles estimées par interpolation ou extrapolation. Pour la commune, le premier recensement exhaustif entrant dans le cadre du nouveau dispositif a été réalisé en 2005.

En 2016, la commune comptait 335 habitants, en évolution de +11,3 % par rapport à 2010 (Deux-Sèvres : +0,18 %, France hors Mayotte : +2,11 %).
| 1793 | 1800 | 1806 | 1821 | 1831 | 1836 | 1841 | 1846 | 1851 |
| ---- | ---- | ---- | ---- | ---- | ---- | ---- | ---- | ---- |
| 490  | 504  | 531  | 634  | 645  | 734  | 739  | 757  | 743  |

| 1856 | 1861 | 1866 | 1872 | 1876 | 1881 | 1886 | 1891 | 1896 |
| ---- | ---- | ---- | ---- | ---- | ---- | ---- | ---- | ---- |
| 728  | 710  | 742  | 706  | 712  | 732  | 731  | 744  | 678  |

| 1901 | 1906 | 1911 | 1921 | 1926 | 1931 | 1936 | 1946 | 1954 |
| ---- | ---- | ---- | ---- | ---- | ---- | ---- | ---- | ---- |
| 651  | 627  | 613  | 556  | 585  | 555  | 525  | 456  | 527  |

| 1962 | 1968 | 1975 | 1982 | 1990 | 1999 | 2005 | 2006 | 2010 |
| ---- | ---- | ---- | ---- | ---- | ---- | ---- | ---- | ---- |
| 476  | 428  | 320  | 325  | 304  | 294  | 299  | 299  | 301  |

| 2015 | 2016 | - | - | - | - | - | - | - |
| ---- | ---- | - | - | - | - | - | - | - |
| 335  | 335  | - | - | - | - | - | - | - |

## Lieux et monuments
- Église Saint-Sulpice de Tillou. L'édifice a été inscrit au titre des monuments historique en 1966[9].

- MOULIN du ROYOU

moulin à eau (roue à augets en fonctionnement) 

Place de l'Église.

## Personnalités liées à la commune
- Marguerite Gurgand (1916-1981), née à Tillou.